# 剑标
剑标（†），HTML字符編碼為“&dagger;”，U+2020，是在星标之后的第二种脚注标记。原來用於天主教典禮中，指示何時應該劃十字聖號。
双剑标（‡），HTML字符編碼為“&Dagger;”，U+2021，則是在剑标之后的第三种脚注标记，用来删除文本中的无关内容。
由于剑标与双剑标也是基督教十字架的另一种造型，在德语环境中这两个符号标在人名前后是象征那人已经过世。所以在当作脚注标记使用时，不可把它们标在一个在世之人的名字前后。历史上主要用于标注出译文中重複贅餘的成分或錯漏之處。
在量子力学中，剑标常用以表示共轭转置。在生物学中，该符号常用来表示已灭绝的分类单元。

各種字體中的劍標和雙劍標

## 编码
- U+2020 † DAGGER ，HTML：&#8224; &dagger;，Windows Alt码:Alt+0134
- U+2021 ‡ DOUBLE DAGGER ，HTML：&#8225; &Dagger;，Windows：Alt+0135，macOS：option-shift-7
- U+2E36  DAGGER WITH LEFT GUARD - used in Alexander John Ellis's "palaeotype" transliteration to indicate retracted pronunciation[1]
- U+2E37  DAGGER WITH RIGHT GUARD - used in Alexander John Ellis's "palaeotype" transliteration to indicate advanced pronunciation
- U+2E38  TURNED DAGGER - used in Alexander John Ellis's "palaeotype" transliteration to indicate retroflex pronunciation
- U+2E4B ⹋ TRIPLE DAGGER - A variant with three handles.